# Medford, Oregon
Medford är en stad i Jackson County i delstaten Oregon, USA med 76 850 invånare (2008). Medford är den administrativa huvudorten (county seat) för Jackson County. 